# Festa del Cross 2025
La decima edizione della Festa del Cross si è svolta al Campus Folcara, a Cassino, il 15 e il 16 marzo 2025 e hanno assegnato 16 titoli (8 maschili e 8 femminili).

## Risultati Campionati Italiani Individuali[1]

### Uomini

#### Seniores
| Specialità       | Oro                                     | Prestazione | Argento                                          | Prestazione | Bronzo                                                         | Prestazione |
| Cross corto 3 km | Ala Zoghlami Gruppo Sportivo Fiamme Oro | 8'36"       | Sebastiano Parolini Gruppo Alpinistico Vertovese | 8'38"       | Mohad Abdikadar Sheik Ali Centro Sportivo Aeronautica Militare | 8'45"       |
| Cross 10 km      | Luca Alfieri Atletica Casone Noceto     | 30'24"      | Pasquale Selvarolo G.S. Fiamme Azzurre           | 30'55"      | Konjoneh Maggi Atletica Casone Noceto                          | 30'59"      |

#### Promesse (u23)
| Specialità       | Oro                                   | Prestazione | Argento                                     | Prestazione | Bronzo                                     | Prestazione |
| Cross corto 3 km | Matteo Bardea Atletica Valle Brembana | 8'51"       | Nicola Morosini Unione Sportiva Rogno       | 8'54"       | Omar Cattaneo Gruppo Alpinistico Vertovese | 8'56"       |
| Cross 10 km      | Konjoneh Maggi Atletica Casone Noceto | 30'59"      | Mauro Dallapiccola Atletica Valle di Cembro | 31'38"      | Nicolò Cornali Atletica Reggio             | 31'41"      |

#### Juniores (u20)
| Specialità | Oro                               | Prestazione | Argento                                   | Prestazione | Bronzo                                  | Prestazione |
| Cross 8 km | Omar Fiki Atletica Winner Foligno | 25'46"      | Giacomo Bellillo Educare con il movimento | 25'54"      | Carlo Tagliabue Atletica Valle Brembana | 26'00"      |

#### Allievi (u18)
| Specialità | Oro                                         | Prestazione | Argento                          | Prestazione | Bronzo                               | Prestazione |
| Cross 5 km | Alessandro Santangelo Atletica Virtus Lucca | 15'37"      | Thomas Colombo Atletica Riccardi | 15'48"      | Matteo Bagnus Atletica Valle Varaita | 15'53"      |

#### Cadetti (u16)
| Specialità | Oro                       | Prestazione | Argento                    | Prestazione | Bronzo                    | Prestazione |
| Cross 3 km | Valentino Zanoli Piemonte | 9'38"       | Rayan El Azzouzi Lombardia | 9'41"       | Riccardo Lucini Lombardia | 9'42"       |

### Donne

#### Seniores
| Specialità       | Oro                                      | Prestazione | Argento                            | Prestazione | Bronzo                                | Prestazione |
| Cross corto 3 km | Micol Majori Pro Sesto Atletica Cernusco | 10'03"      | Giulia Zanne Atletica Brescia 1950 | 10'08"      | Chiara Spagnoli Atletica Brescia 1950 | 10'09"      |
| Cross 8 km       | Nadia Battocletti G.S. Fiamme Azzurre    | 27'22"      | Valentina Gemetto Caivano Runners  | 28'15"      | Nicole Reina CUS Pro Patria Milano    | 28'26"      |

#### Promesse (u23)
| Specialità       | Oro                                          | Prestazione | Argento                                         | Prestazione | Bronzo                                         | Prestazione |
| Cross corto 3 km | Melissa Fracassini Atletica ARCS CUS Perugia | 10'12"      | Valeria Minati Unione Sportiva Quercia Rovereto | 10'15"      | Francesca Mentasti Pro Sesto Atletica Cernusco | 10'24"      |
| Cross 8 km       | Greta Settino Atletica Empoli                | 29'06"      | Adele Roatta Bracco Atletica                    | 29'11"      | Lucia Arnoldo Atletica Dolomiti Belluno        | 29'22"      |

#### Juniores (u20)
| Specialità | Oro                              | Prestazione | Argento                        | Prestazione | Bronzo                                 | Prestazione |
| Cross 8 km | Licia Ferrari Atletica Valchiese | 21'45"      | Sofia Sidenius Bracco Atletica | 22'07"      | Viviana Marinelli Atletica Locorotondo | 22'22"      |

## Risultati Campionati Italiani di Staffette

### Uomini
| Specialità         | Oro                                                                                               | Prestazione | Argento                                                                                    | Prestazione | Bronzo                                                                                        | Prestazione |
| Staffetta 4 × 2 km | Sharooz Ahmad, Federico Demarchi, Omar Cattaneo, Sebastiano Parolini Gruppo Alpinistico Vertovese | 24'01"      | Elia Di Biagio, Raffaele Selleri, Francesco Micolaucich, Martino De Nardi Trieste Atletica | 24'06"      | Mirco Caviola, Nicola Girardini, Fabio Mozzi, Giovanni Gatto Unione Sportiva Quercia Rovereto | 24'08"      |

### Donne
| Specialità         | Oro                                                                                    | Prestazione | Argento                                                                        | Prestazione | Bronzo                                                                                    | Prestazione |
| Staffetta 4 × 2 km | Caterina Caligiana, Federica Borromini, Elena Ribigini, Melissa Fracassini CUS Perugia | 27'49"      | Asia Prenzato, Sonia Mura, Laura Segor, Federica Baldini CUS Pro Patria Milano | 29'06"      | Arianna Cesca, Lorenza De Noni, Melania Rebuli, Giulia Menegale Atletica Silca Conegliano | 29'29"      |

## Risultati Campionati Italiani Cadetti per Regioni

### Cadetti
| Specialità        | Oro      | Prestazione | Argento   | Prestazione | Bronzo         | Prestazione |
| Cross per regioni | Piemonte | 376 punti   | Lombardia | 348 punti   | Emilia-Romagna | 341 punti   |

### Cadette
| Specialità        | Oro      | Prestazione | Argento   | Prestazione | Bronzo  | Prestazione |
| Cross per regioni | Piemonte | 365 punti   | Lombardia | 362 punti   | Toscana | 323 punti   |

### Combinata
| Specialità        | Oro      | Prestazione | Argento   | Prestazione | Bronzo         | Prestazione |
| Cross per regioni | Piemonte | 741 punti   | Lombardia | 710 punti   | Emilia-Romagna | 639 punti   |